# Caldecott Medal
Die Caldecott Medal ist ein US-amerikanischer Literaturpreis, der seit 1938 von der Association for Library Service to Children, einer Untergruppe der American Library Association, an den Illustrator des besten Kinderbilderbuchs des Jahres vergeben wird. Die Auszeichnung ist nach Randolph Caldecott, einem Illustrator des 19. Jahrhunderts, benannt.
Neben der Newbery Medal gilt die Caldecott Medal als der bedeutendste Kinderbuchpreis in den USA.
Es werden jedes Jahr ein Hauptpreis (Caldecott Medal) und mehrere Ehrenauszeichnungen (Caldecott Honor) verliehen.

## Preisträger

### 1938 bis 1949
- 1938 Animals of the Bible, illustriert von Dorothy P. Lathrop; text: selected by Helen Dean Fish
- 1939 Mei Li, Thomas Handforth
- 1940 Abraham Lincoln, Ingri & Edgar Parin d’Aulaire
- 1941 They Were Strong and Good, Robert Lawson
- 1942 Make Way for Ducklings, Robert McCloskey (dt. Familie Schnack, 1948; Straße frei, die Enten kommen, 1967)
- 1943 The Little House, Virginia Lee Burton
- 1944 Many Moons, illustr. Louis Slobodkin; text: James Thurber (dt. Die Prinzessin und der Mond, 1949; Einen Mond für Leonore, 1973)
- 1945 Prayer for a Child, illustr. Elizabeth Orton Jones; text: Rachel Field
- 1946 The Rooster Crows, Maude & Miska Petersham
- 1947 The Little Island, illustr. Leonard Weisgard; text: Golden MacDonald, pseud. [Margaret Wise Brown]
- 1948 White Snow, Bright Snow, illustr. Roger Duvoisin; text: Alvin Tresselt
- 1949 The Big Snow, Berta & Elmer Hader

### 1950 bis 1974
- 1950 Song of the Swallows, Leo Politi
- 1951 The Egg Tree, Katherine Milhous
- 1952 Finders Keepers, illustr. Nicolas, pseud. [Nicholas Mordvinoff]; Text von Will, pseud. [William Lipkind]
- 1953 The Biggest Bear, Lynd Ward
- 1954 Madeline’s Rescue, Ludwig Bemelmans
- 1955 Cinderella, or the Little Glass Slipper (Aschenputtel), illustr. Marcia Brown, Text von Charles Perrault
- 1956 Frog Went A-Courtin' , illustr. Feodor Rojankovsky; text: retold by John Langstaff
- 1957 A Tree Is Nice, illustr. Marc Simont; text: Janice Udry
- 1958 Time of Wonder, Robert McCloskey
- 1959 Chanticleer and the Fox, illustr. Barbara Cooney; text: adapted from Chaucer’s Canterbury Tales by Cooney
- 1960 Nine Days to Christmas, illustr. Marie Hall Ets; text: Marie Hall Ets and Aurora Labastida
- 1961 Baboushka and the Three Kings, illustr. Nicolas Sidjakov; text: Ruth Robbins
- 1962 Once a Mouse, retold and illustr. Marcia Brown
- 1963 The Snowy Day, Ezra Jack Keats (dt. Ein Tag im Schnee)
- 1964 Where the Wild Things Are, Maurice Sendak (dt. Wo die wilden Kerle wohnen)
- 1965 May I Bring a Friend? illustr. Beni Montresor; text: Beatrice Schenk de Regniers
- 1966 Always Room for One More, illustr. Nonny Hogrogian; text: Sorche Nic Leodhas, pseud. [Leclair Alger]
- 1967 Sam, Bangs & Moonshine, Evaline Ness
- 1968 Drummer Hoff, illustr. Ed Emberley; text: adapted by Barbara Emberley
- 1969 The Fool of the World and the Flying Ship, illustr. Uri Shulevitz; text: retold by Arthur Ransome
- 1970 Sylvester and the Magic Pebble, William Steig (dt. Silvester und der Zauberstein)
- 1971 A Story A Story, retold and illustr. Gail E. Haley
- 1972 One Fine Day, retold and illustr. Nonny Hogrogian
- 1973 The Funny Little Woman, illustr. Blair Lent; text: retold by Arlene Mosel
- 1974 Duffy and the Devil, illustr. Margot Zemach; text: retold by Harve Zemach

### 1975 bis 1999
- 1975 Arrow to the Sun, Gerald McDermott
- 1976 Why Mosquitoes Buzz in People’s Ears, illustr. Leo & Diane Dillon; text: retold by Verna Aardema
- 1977 Ashanti to Zulu: African Traditions, illustr. Leo & Diane Dillon; text: Margaret Musgrove
- 1978 Noah’s Ark, Peter Spier
- 1979 The Girl Who Loved Wild Horses, Paul Goble
- 1980 Ox-Cart Man, illustr. Barbara Cooney, Text von Donald Hall
- 1981 Fables, Arnold Lobel
- 1982 Jumanji, Chris Van Allsburg (dt. Dschumanji)
- 1983 Shadow, illustr. Marcia Brown, Text von Blaise Cendrars
- 1984 The Glorious Flight: Across the Channel with Louis Bleriot, Alice & Martin Provensen
- 1985 Saint George and the Dragon, illustr. Trina Schart Hyman, Text von Margaret Hodges
- 1986 The Polar Express, Chris Van Allsburg (dt. Der Polarexpress)
- 1987 Hey, Al, illustr. Richard Egielski, Text von Arthur Yorinks
- 1988 Owl Moon, illustr. John Schoenherr, Text von Jane Yolen
- 1989 Song and Dance Man, illustr. Stephen Gammell, Text von Karen Ackerman
- 1990 Lon Po Po: A Red-Riding Hood Story from China, Ed Young
- 1991 Black and White, David Macaulay
- 1992 Tuesday, David Wiesner
- 1993 Mirette on the High Wire, Emily Arnold McCully (dt. Mirette)
- 1994 Grandfather’s Journey, Allen Say
- 1995 Smoky Night, illustr. David Díaz, Text von Eve Bunting
- 1996 Officer Buckle and Gloria, Peggy Rathmann
- 1997 Golem, David Wisniewski
- 1998 Rapunzel, Paul O. Zelinsky
- 1999 Snowflake Bentley, illustr. Mary Azarian, Text von Jacqueline Briggs Martin

### Seit 2000
- 2000 Joseph Had a Little Overcoat, Simms Taback
- 2001 So You Want to Be President?, illustr. David Small, Text von Judith St. George
- 2002 The Three Pigs, David Wiesner (dt. Die drei Schweine)
- 2003 My Friend Rabbit, Eric Rohmann
- 2004 The Man Who Walked Between the Towers, Mordicai Gerstein
- 2005 Kitten’s First Full Moon, Kevin Henkes
- 2006 The Hello, Goodbye Window, illustr. Chris Raschka, Text von Norton Juster
- 2007 Flotsam, David Wiesner (dt. Strandgut)
- 2008 The Invention of Hugo Cabret, Brian Selznick (dt. Die Entdeckung des Hugo Cabret)
- 2009 The House in the Night, illustr. Beth Krommes, Text von Susan Marie Swanson
- 2010 The Lion & the Mouse, Jerry Pinkney
- 2011 A Sick Day for Amos McGee, illustr. Erin E. Stead, Text von Philip C. Stead
- 2012 A Ball for Daisy, Chris Raschka
- 2013 This is Not My Hat, Jon Klassen (dt. Das ist nicht mein Hut)
- 2014 Locomotive, Brian Floca
- 2015 The Adventures of Beekle: the Unimaginary Friend, Dan Santat
- 2016 Finding Winnie: The True Story of the World’s Most Famous Bear, Sophie Blackall
- 2017 Radiant Child: The Story of Young Artist Jean-Michel Basquiat, Javaka Steptoe
- 2018 Wolf in the Snow, Matthew Cordell
- 2019 Hello Lighthouse, Sophie Blackall
- 2020 The Undefeated, Kwame Alexander (Text) und Kadir Nelson (Illustration)
- 2021 We Are Water Protectors, Carole Lindstrom (Text) und Michaela Goade (Illustration)
- 2022 Watercress, Andrea Wang (Text) und Jason Chin (Illustration)
- 2023 Hot Dog, Doug Salati
- 2024 Big, Vashti Harrison